# أوفندولي
أوفندولي (بالإيطالية: Ovindoli)‏ هي بلدية في مقاطعة لاكويلا في إقليم أبروتسو الإيطالي.

## السكان
في سنة 1861 بلغ عدد السكان 1٬957 نسمة، وتطور العدد ليصل في سنة 2011 لـ 1٬190 نسمة.
يظهر هذا المخطط البياني تطور النمو السكاني لـ أوفندولي

## توأمة
لأوفندولي اتفاقيات توأمة مع كل من:
- ترزين
- فالمونتون
- أوشوايا